# Cristian-George Sefer
Cristian-George Sefer (n. 17 martie 1970) este un deputat român, ales în 2012 din partea grupului parlamentar Democrat și Popular.
În timpului mandatului a trecut la grupul parlamentar al Partidului Social Democrat.
La alegerile parlamentare din 2016, Sefer a câștigat prin redistribuire un mandat de deputat în județul Călărași din partea PMP. În noiembrie 2018, a trecut la PSD.